# Władysław Dawidajtis
Władysław Dawidajtis (ur. 1 listopada 1885 w Grodnie, zm. 18 sierpnia 1937 w Warszawie) – pułkownik uzbrojenia Wojska Polskiego, kawaler Orderu Virtuti Militari.

## Życiorys
Urodził się 1 listopada 1885 w Grodnie, w ówczesnej stolicy guberni grodzieńskiej, w rodzinie Gustawa i Karoliny z Wojtulewiczów. W 1909 ukończył osiem klas gimnazjum w Grodnie.
W czasie I wojny światowej walczył w szeregach rosyjskiej 26 Brygady Artylerii. Awansował na kolejne stopnie: podporucznika, porucznika i sztabskapitana rezerwy .
W grudniu 1919 objął dowództwo 9. baterii, a w styczniu 1920 dowództwo III dywizjonu 113 Pułku Kresowego Artylerii Polowej (7 marca 1920 przemianowany na 18 Pułk Artylerii Polowej). Na czele tego dywizjonu walczył na wojnie z bolszewikami. 15 lipca 1920 został zatwierdzony z dniem 1 kwietnia 1920 w stopniu majora, w artylerii, w grupie oficerów byłych Korpusów Wschodnich i byłej armii rosyjskiej.
7 września 1921 w Zambrowie dowodzony przez niego dywizjon został wcielony do nowo powstałego 28 Pułku Artylerii Polowej. 3 maja 1922 został zweryfikowany w stopniu majora ze starszeństwem z 1 czerwca 1919 i 34. lokatą w korpusie oficerów artylerii. W listopadzie tego roku został zatwierdzony na stanowisku zastępcy dowódcy 28 pap. 31 marca 1924 został mianowany podpułkownikiem ze starszeństwem z 1 lipca 1923 i 23. lokatą w korpusie oficerów artylerii. W listopadzie 1927 został przeniesiony do 25 Pułku Artylerii Lekkiej w Kaliszu na stanowisko zastępcy dowódcy pułku. W marcu 1929 został przesunięty na stanowisko dowódcy pułku. 24 grudnia 1929 został mianowany pułkownikiem ze starszeństwem z 1 stycznia 1930 i 6. lokatą w korpusie oficerów artylerii. W sierpniu 1931 został przeniesiony do Głównej Składnicy Uzbrojenia nr 1 w Warszawie na stanowisko zarządcy. W marcu 1932 został przeniesiony do korpusu oficerów uzbrojenia z pozostawieniem na zajmowanym stanowisku zarządcy składnicy. Z dniem 30 listopada 1935 został przeniesiony w stan spoczynku.
Zmarł 18 sierpnia 1937 w Warszawie. Trzy dni później został pochowany w grobie rodzinnym na Cmentarzu Wojskowym na Powązkach. Był żonaty.

## Ordery i odznaczenia
- Krzyż Srebrny Orderu Wojskowego Virtuti Militari nr 1694[1] – 17 maja 1921[24]
- Krzyż Walecznych dwukrotnie[25][26]
- Medal Pamiątkowy za Wojnę 1918–1921[26]
- Medal Dziesięciolecia Odzyskanej Niepodległości[26]
- Order św. Anny 2 stopnia z mieczami – 28 sierpnia 1916[4]
- Order św. Stanisława 2 stopnia z mieczami – 8 sierpnia 1916[4]
- Order św. Anny 3 stopnia z mieczami i kokardą – 12 sierpnia 1916[4]
- Order św. Stanisława 3 stopnia z mieczami i kokardą – 20 grudnia 1915[4]
- Order św. Anny 4 stopnia z napisem „Za dzielność” – 27 czerwca 1916[4]